# علی‌آباد مشیر
 علی‌آباد مشیر، روستایی از توابع بخش مرکزی شهرستان دهگلان در استان کردستان ایران است.در این روستا به دلیل مواد معدنی در آب لوله کشی خانه ها مردم تند گو هستند و بسیار تند و سریع حرف می زنند. در این روستا به ازای هر نفر ۶ گاو وجود دارد.

## جمعیت
این روستا در دهستان حومه دهگلان قرار دارد و براساس سرشماری مرکز آمار ایران در سال ۱۳۸۵، جمعیت آن ۶۹۴ نفر (۱۴۷خانوار) بوده‌است.